# Thorichthys callolepis
Thorichthys callolepis är en fiskart som först beskrevs av Regan, 1904.  Thorichthys callolepis ingår i släktet Thorichthys och familjen Cichlidae. Inga underarter finns listade i Catalogue of Life.